# Antoine Abel
Antoine Abel (Anse Boileau, 27 de novembro de 1934-Ilha de Mahé, 19 de outubro de 2004) foi um poeta das Seicheles considerado o pai da literatura das Seicheles.